# Non vi conosco tutti/Ora capisco perché
Non vi conosco tutti/Ora capisco perché è un album in studio di Marcello Giombini, pubblicato dalla Pro Civitate Christiana nel 1969 e ristampato successivamente nel 1972. Si tratta del terzo album della raccolta Salmi per il nostro tempo. È stato interpretato dal gruppo beat Clan Alleluia, con le voci soliste di Ernesto Brancucci e Mario Dalmazzo.
È stato registrato agli studi International Recording di Roma.

## Tracce
Lato A
1. Non vi conosco tutti
2. Questa mia anima
3. Ha mandato una luce
4. Ci raccontano i vecchi
5. La mano
6. Il terremoto
7. Risorge
8. Venite a casa nostra
9. Noi ci affanniamo
10. Parliamo tanto di Gesù

Lato B
1. Ora capisco perché
2. Tante parole
3. Nessuno di noi
4. Stammi vicino, Signore
5. Vorrei fuggire
6. Non è facile
7. Svegliamo le nostre chitarre!
8. Guardo
9. Molti si domandano
10. Quando cammino

## Formazione
- Paolo Taddia – batteria
- Alberto Ciacci – basso
- Marcello Giombini – organo
- Gerolamo Gilardi, Mario Molino – chitarra
- Maria Cristina Brancucci, Ernesto Brancucci, Margherita Brancucci, Alessandro Colavicchi, Mario Dalmazzo, Marinella Viri – voce[2]